# Hindustani
Hindustani (/ hɪndustɑːniː /;हिन्दुस्तानी, ہندوستانی), også kendt som hindi-urdu, er en benævnelse som anvendes af sprogforskere til at beskrive en række nærtbeslægtede sprog i den nordlige, centrale og nordvestlige del af det indiske subkontinent. To skriftlige standardiseringer indgår i dette sprogområde, nemlig urdu og hindi, men også en række dialekter uden skriftlige traditioner. De to standardiseringer har en næsten identisk grammatik, og har også det grundlæggende ordforråd til fælles. Før delingen af Britisk Indien i 1947 blev ordene hindustani og urdu brugt i flæng.

## Betydninger af ordet
Oprindelig blev begrebet hindustani (fra Induslandet) brugt af de tyrkiske og persiske moguler, som erobrede Indien om khariboli, som var dialekten, der brugtes i Delhi om omegnen. Dette sprog modtog som følge af de fremmede, islamiske erobrere store mængder ord fra persisk, arabisk og tyrkisk. Eftersom stormogulerne erobrede store dele af Indien, blev dette sprog taget i brug som handels- og kommunikationssprog i hele Nord-Indien. I fire århundreder fungerede dette sprog som lingua franca, og indeholdt store variationer alt efter hvilke lokalsprog det kom i kontakt med. Sproget blev også anvendt som litteratursprog ved mogulhoffet, hvor det blev brugt sammen med persisk. Efterfølgende blev det kaldt urdu(zabān-e Urdu زبان اردو, ज़बान-ए ), lejrsproget på persisk, afledet af det tyrkiske Ordū - leir).
Da briterne overtog kontrollen over de nordindiske sletter i 1800-tallet, brugte de begreberne hindustani og urdu om hinanden og sproget blev indført som administrationssprog ved siden af engelsk. Dermed var grundlaget lagt for hindi og urdu som officielle sprog i Indien og Pakistan.
Da Indien blev delt i 1947 tog de to nye stater hindustani i brug som officielt sprog. Pakistan brugte perso-arabisk skrift, mens India brugte devanagari-alfabetet som stammer fra sanskrit. Ordet urdu bruges dermed ikke længere som synonym for hindustani.
Ordet hindustani har dermed en sammensat historie, og betyder forskellige ting for forskellige mennesker. Hindustani er for eksempel en betegnelse for det bevidst neutrale sprog som bruges i Bollywood-film. Ved at bruge et neutralt sprog, kan Bollywood-film sælges både i Indien og Pakistan.

### Urdu
Urdu er natioonalsproget i Pakistan og også et officielt regionsprog i Indien. I staterne Andhra Pradesh, Uttar Pradesh, Jammu og Kashmir og i Delhi er urdu et af de officielle sprog. Ordet kommer fra zabān-e Urdu-e mo'alla, som betyder lejssproget. Ordet urdu har dermed samme oprindelse som vort ord horde, og hentyder til de tyrkisktalende forfædre til stormogulerne. Som standardiseret skriftsprog udviklede urdu sig ved mogulernes hof i byer som Delhi, Agra, Lahore og Lucknow.
Urdu skrives med en tilpasning af det arabiske alfabet, kaldet Nasta'liq

### Hindi
Standardiseret hindi er Indiens officielle sprog, og stammer fra khariboli-dialekten fra Delhi. Forskellen fra urdu er først og fremmest at det skrives med et oprindeligt indisk alfabet, devanagari, og at der findes langt færre persiske ord. Mange forfattere bruger i dag en sanskrit-inspireret form fra den hellige by Varanasi, baseret på østlige dialekter. Sanskrit er Indias klassiske sprog, som ikke tales længere, men som gennem historien har spillet samme rolle som latin i Vesteuropa.
Ordet "hindustani" bruges som regel ikke i Indien, bortset fra som betegnelse på en type klassisk musik fra Nord-Indien. Sædvanligvis bruges ordet "hindi", uanset hvor mange persiske ord der bruges. Brugerne af hindustani kan fordeles på en skala fra det stærkt persiskpåvirkede urdu i den ene ende til klassisk, sanskrit-præget Varanasi-hindi i den anden ende. I almindelig sprogbrug i Indien bruges hindi om alle disse varianter udover standardiseret urdu.
Dermed kan ordet "hindi" bl.a. betyde:
- Standardiseret hindi, som det der bliver undervist i skoler i hele Indien.
- Formel hindi med en stærk indflydelse fra sanskrit.
- Alle dialekter af hindi og urdu som tales i Indien.
- Den neutraliserede, mundtlige form af sproget som bruges i fjernsyn og på film.
- Den mere formelle neutrale variant som bruges i nyhedsudsendelser og skriftlige nyhedsreportager.

Nogle bruger ordet "hindustani" for at distancere sig fra den etnisk-religiøse konflikt som førte til Indiens deling i 1947. Dermed er alle ord i hindustani tilladt, uanset om de er persiske eller baseret på sanskrit. Denne ordbrug er specielt udbredt i sekulære kredse.

### Basarhindustani
Ordet kan også bruges om dagligsproget eller gadesproget, i modsætning til de mere "raffinerede" skriftformer hindi og urdu. Den amerikansk-engelske ordbog Webster kalder dermed hindustani the principal dialect of Hindi/Urdu, used as a trade language throughout north India and Pakistan.

## Søstersprog
Talt urdu og hindi kan anses som dialekter af et fælles sprog, hindustani. Forskellene er imidlertid langt større i litterær hindi og urdu. Hindi henter sine kulturord fra de gamle sprog sanskrit og prakrit, mens urdu henter sine kulturord fra persisk og arabisk. De fleste forholdsord, udsagnsord, propositioner, osv. er de samme i begge sprog.
Talt, folkelig hindustani er imidlertid stærkt udbredt i store områder i Indien som kommunikationssprog, lingua franca.
Hvis man lægger hindi og urdu sammen, er det verdens tredje største sprog efter mandarinkinesisk og engelsk.

## Officiel status
Den indiske grundlov erklærer hindi for officielt sprog i Den indiske union. Hertil kommer, at hindi er officielt sprog i delstaterne Uttar Pradesh, Bihar, Jharkhand, Uttarakhand, Madhya Pradesh, Rajasthan, Chhattisgarh, Himachal Pradesh, Haryana og Delhi. I nogle af disse delstater er der flere officielle sprog, som regel urdu. Desuden har hindi status som andre officielle sprog i delstater og territorier som Andamanerne og Nikobarerne, Daman og Diu, Gujarat, Maharashtra og Punjab. Hindi undervises i skolerne i alle delstater undtagen Tamil Nadu og Tripura, samt i Karaikal-enklaven i Puducherry.
Urdu, den anden standardisering, er nationalsproget i Pakistan, hvor også engelsk er officielt sprog. Selv om flertallet i Pakistan taler punjabi og engelsk anvendes, har urdu alligevel en høj status. Urdu er også det andet officielle sprog i de indiske delstater Andhra Pradesh, Delhi, Jammu og Kashmir og Uttar Pradesh, samt i Den indiske union. På universiteter i Lucknow, Aligarh og Hyderabad tales og læres urdu som et prestigesprog.

## Hindustani udenfor Sydasien
Hindustani tales også udenfor sit kærneområde i Sydasien, og da af udvandrere og deres efterkommere.
På Fiji er Fijiansk hindustani et af tre officielle sprog. Denne variant er udviklet fra østlige dialekter. Dette sprog har udviklet en del særtræk, men er stadig helt forståelig for indere. Næsten alle indo-fijianere taler dette sprog, og de udgør 38,1% af befolkningen på Fiji.
I Caribien tales hindustani af en stor gruppe indisk-caribiske grupper i Suriname, Guyana og Trinidad og Tobago. Navnet på sproget her er karibisk hindustani. I Suriname er hindustani det næst mest talte sprog.
Tadj-Uzbeki er en form for hindustani som tales af efterkommere efter indiske udvandrere på grænsen mellem Tadsjikistan og Usbekistan. Denne variant af hindustani er påvirket af usbekisk, tadsjikisk og russisk.
Hindustani tales også af store immigrantgrupper i Nord-Amerika, Europa, Afrika og Mellemøsten. I et land som Mauritius er flertallet af befolkningen af indisk oprindelse, men deres mundtlige variant af hindustani, bjojpuri, taber nu terræn til fransk-kreolsk.

## Eksterne kilder
- Shakespear, John. A Dictionary, Hindustani and English. 3rd ed., much enl. London: Printed for the author by J.L. Cox and Son: Sold by Parbury, Allen, & Co., 1834.
- Encyclopedia Britannica, 11th Edition: Hindostani Arkiveret 3. marts 2016 hos  Wayback Machine
- Hindi, Urdu, Hindustani, khaRî bolî
- Hindi-Urdu FAQ
- Hindustani as an anxiety between Hindi-Urdu Commitment
- Hindi? Urdu? Hindustani? Hindi-Urdu? Arkiveret 23. september 2006 hos  Wayback Machine
- History of Hindustani
- Hindi/Urdu-English-Kalasha-Khowar-Nuristani-Pashtu Comparative Word List
- Ethnologue Report for Hindustani
- GRN Report for Hindustani
- Hindustani Poetry Arkiveret 15. juni 2006 hos  Wayback Machine
- Hindi-Urdu online resources Arkiveret 27. august 2006 hos  Wayback Machine
- Biggest Hindustani-Indian poetry forum Arkiveret 28. september 2007 hos  Wayback Machine
- Hindi-Urdu Wikivoyage Hindi-Urdu Phrasebook
- National Language Authority (Urdu), Pakistan (muqtadera qaumi zaban) Arkiveret 4. august 2007 hos  Wayback Machine